# Brigitte Guibal
Brigitte Guibal (n. 15 februarie 1971, Mende, Languedoc, Franța) este o caiacistă ce a reprezentat Franța, medaliată olimpică. A participat la o ediție a Jocurilor Olimpice (2000) în care a câștigat o medalie de argint.

## Participări
Lista de mai jos prezintă principalele competiții la care a participat Brigitte Guibal de-a lungul carierei.
- canoeing at the 2000 Summer Olympics – women's slalom K-1[*]